# Afrique-sur-Seine
Pour plus de détails, voir Fiche technique et Distribution.
Afrique-sur-Seine est un film français réalisé par Jacques Mélo Kane, Mamadou Sarr, Paulin Soumanou Vieyra, sorti en 1955.
C'est le premier court métrage tourné par des réalisateurs africains. Tourné en 1955, ce film marque le début du cinéma africain.

## Synopsis
Le film raconte la vie d'étudiants africains à Paris, leurs rencontres et la nostalgie qu'ils éprouvent loin de leur terre natale. L’Afrique est-elle aussi sur les bords de la Seine ? ou au Quartier latin ? Interrogations aigres-douces d'une génération d'artistes et d'étudiants à la recherche de leur civilisation, de leur culture, de leur avenir.

## Fiche technique
- Titre original : Afrique-sur-Seine
- Réalisation : , Jacques Mélo Kane, Mamadou Sarr, Paulin Soumanou Vieyra
- Scénario : Mamadou Sarr
- Image : Robert Caristan
- Montage : Paulin Soumanou Vieyra
- Musique : G Chouchon et des éléments musicaux de la musicologie du musée de l'homme
- Pays d'origine des réalisateurs : Bénin, France, Guyane Française, Sénégal
- Production : Groupe africain de cinéma / Ministère de la Coopération (France)
- Langue : français
- Voix off : Mamadou Sarr et Paulin Vieyra
- Format : 16 mm, noir et blanc
- Support : DVD /Beta SP / VHS / 16 mm
- Genre : fiction
- Durée : 21 minutes

## Distribution
- Marpessa Dawn
- Philippe Mory

## Contexte historique de production
De 1920 à 1960, alors que la plupart des pays africains n'avaient pas encore accédé à l'indépendance, le cinéma sur le continent était quasiment inexistant. Les rares productions européennes de cette époque ne faisaient que refléter un regard colonialiste, présentant une image souvent erronée des réalités africaines.
Le contexte politique de l'époque renforçait ce contrôle. Le décret Laval, promulgué par le ministre des Colonies dans les années 1930, imposait l'autorisation préalable de tout projet de film, après examen minutieux du scénario. La censure pouvait même s'appliquer après la réalisation.
C'est dans ce contexte contraignant que Paulin Soumanou Vieyra, premier Noir africain diplômé de l'Idhec, et ses amis Mamadou Sarr, Robert Caristan et Jacques Melo Kane se sont vus refuser l'autorisation de tourner au Sénégal. Ne pouvant filmer sur leur propre continent, ils ont réalisé, sous le patronage du Comité du film ethnographique, le film Afrique sur Seine,.